# Los de abajo (novela)
Los de abajo es una novela del escritor mexicano Mariano Azuela González, publicada en 1916, cuyo argumento se desarrolla en el contexto de la Revolución mexicana. El título anuncia una antítesis de carácter social: los pobres contra los ricos, los ignorantes oponiéndose a los instruidos, los oprimidos frente a los opresores y el instinto rechazando la razón.

## Sobre el autor
Mariano Azuela González nació en Lagos de Moreno, Jalisco, México, en 1875 y murió en 1952. Durante su juventud vivió en una pequeña granja. Estudió medicina en Guadalajara, Jalisco, y en 1900 se casó con Carmen Rivera. Tuvieron cinco hijos y cinco hijas. Azuela fue escritor y médico también. Fue el primer novelista de la Revolución y Los de abajo fue su trabajo más popular.

## El narrador
El narrador se puede clasificar como tercera persona observador. Es claro que no participa en la novela. En general, él sabe lo mismo que los personajes y es objetivo en mostrar a los personajes, pero hay casos en que sabe tanto de lo que sucede como los personajes.

## Argumento
La obra se divide estructuralmente en tres partes. La primera parte se compone de veintiún capítulos, la segunda parte de catorce y la tercera de siete. Los diez primeros capítulos son una introducción a la temática de la novela y dan una visión rápida sobre el desarrollo de los otros capítulos de la primera parte. La segunda parte tiene el desarrollo de los problemas y la lucha de los revolucionarios. Demuestra la brutalidad y la animosidad entre los federales y los revolucionarios. La tercera parte contiene el desenlace de la obra y muestra las consecuencias de la pelea.
La situación inicial de Demetrio Macías es la de un campesino que vive en las cercanías de Juchipila, un pueblo localizado en el sur del estado de Zacatecas, involucrado en la revolución no por sus ideales, sino por el conflicto que tuvo con un cacique.
Este utilizó federales para atacar a Demetrio con el supuesto de que se iba a levantar, lo que provocó dicha acción en lugar de detenerla, y lo obligó a refugiarse con sus amigos, quienes no se dejaron dominar y contraatacaron a la amenaza que les imponían: derrotando al ejército federal, comenzando su lucha contra las amenazas que dicha situación les traía, acumulando seguidores y nunca estableciendo un objetivo o analizando la verdadera razón de lo que hacían; todas las acciones dan comienzo al conflicto y desarrollo de la novela, debido a que se ha expuesto la situación que lleva a los personajes a involucrarse en el movimiento armado, así, ya se tiene la base para desarrollar los sucesos posteriores.
A continuación entra en escena Luis Cervantes, un hombre educado de clase media que desertó del ejército federal, con la intención de unirse a Demetrio, por tener supuestamente «sus mismos ideales», pero en el momento que lo conoció, quedó sorprendido debido a que los supuestos revolucionarios tenían poca idea del porqué de su lucha.
Permanecieron a la espera del próximo movimiento de los federales, tiempo de pausa durante el que se profundiza en los personajes, hablándonos esta de cómo una mujer llamada Camila comenzó a enamorarse de Luis Cervantes, pero este último no la aceptaba y le decía que se fuera con Demetrio.
A continuación, los «revolucionarios» atacan a varios federales de un pueblo cercano después de ser mal informados de la cantidad de ellos, pero a pesar de ello logran la victoria aun estando en desventaja, llegando más tarde a Fresnillo, Zacatecas; lugar donde se unen al general Natera con el fin de tomar Zacatecas, uno de los últimos lugares ocupados por el ejército federal de Huerta en 1914. Logran su misión en un batalla notable; Alberto Solís le cuenta los sucesos a Cervantes.
Ya que ha pasado la batalla entra el Güero Margarito a la historia, y regresan al pueblo de Moyahua, donde en su propia forma Demetrio al sentirse ya poderoso y liberado, desea vengarse del que comenzó todo el conflicto de la historia, el cacique local, por lo que le quema su casa y huye a Tepatitlán, Jalisco. Esta nos narra el conflicto entre la Pintada, una mujer que se ha encontrado apegada a Demetrio durante un tiempo, y los combatientes con el efecto de la separación de esta del grupo.
Los hombres de Demetrio ahora parten hacia San Juan de los Lagos, Jalisco, volviendo a encontrarse con Natera. Este les trae noticias que vienen a dificultar su situación, ya que acababa de establecerse la rivalidad entre Pancho Villa y Venustiano Carranza en la Convención de Aguascalientes realizada en octubre y noviembre de 1914, dejando incierto lo que harán en ese momento debido a que antes se encontraban involucrados en la lucha contra federales y se dan cuenta de que deben tomar una decisión.
En este momento la historia se detiene un poco, ya que Luis Cervantes parte hacia Estados Unidos después de percatarse que lo de la Revolución era algo casi interminable de lo que debía separarse.
Nos cuenta, a través de una carta a Venancio, su situación actual como estudiante y nuevo empresario que hace ver a los combatientes como, a diferencia de ellos, él aprovecha la oportunidad de obtener ganancias.
Pero con esto no se detienen las asombrosas noticias para ellos. El hombre que parecía haber apoyado era Villa, y su ejército acababa de perder ante Carranza en la batalla de Celaya acontecida en abril de 1915. Las dificultades seguían acumulándose para dar forma a la situación final.
Ahora tenían todos que regresar al lugar donde comenzó todo, las cercanías de Juchipila, en una condición aún más pobre y miserable de la que tenían antes, vistos todos ya en la obligación de continuar la lucha pese a no tener un objetivo preciso, pero la mala suerte está a punto de terminar de la peor forma posible.
El pueblo es atacado por las fuerzas carrancistas que buscan acabar con los últimos reductos de los grupos de Villa, y tal vez el adoptar dicha actitud haya sido el peor error que Demetrio pudo haber cometido porque fue la razón de la muerte de su grupo.
Una novela que nos muestra el cambio de las mentalidades colectivas a través de los cambios en los contextos sociales.

## Personajes importantes
Hay dos personajes principales: Demetrio Macías y Luis Cervantes. Macías es el líder de un grupo de hombres que están peleando contra Victoriano Huerta. Macías y su ejército pequeño viajan por México, peleando y matando a sus enemigos, pero acaba por desanimarse. En efecto, comienza luchando por su país, pero termina sin saber la razón de su lucha.
Cervantes tiene una historia que comparte muchas semejanzas con la de Azuela: es estudiante de medicina y miembro del ejército de Macías. Al final de la novela, escapa a los Estados Unidos.
Dentro de los personajes más importantes se encuentran Camila, La Pintada, La Codorniz, Manteca, Venancio, y Montañés.

## Temas
El tema principal del libro es el desvanecimiento de los principales ideales de la Revolución mexicana. Este tema está demostrado en el personaje de Demetrio Macías porque está muy desanimado al fin de la novela y no sabe sus razones para luchar en la guerra. Similar da la situación de Demetrio, los personajes que se incorporaron a la idea revolucionaria quieren las mismas cosas, pero no tienen la convicción necesaria para hacer un cambio en la estructura social. Es posible que muchos de los participantes en la Revolución, fueran atraídos por la aventura, o quizá por problemas personales, pero en el fondo no tenían un conocimiento exacto de su objetivo. Al fin, la novela concluye que estos hombres estaban luchando por su libertad, aunque no tenían una idea precisa de lo que su lucha significaba.
Relacionado con el desvanecimiento de los ideales, otro tema es la complejidad de la Revolución. Los líderes y las causas de la Revolución no son simples; es una guerra que cambia a través del tiempo.

## Primera y segunda edición
La primera edición de Los de abajo se publicó en 1915. Fue una serie en el diario El Paso del Norte entre octubre y diciembre de 1915. La primera edición era más corta en comparación con la segunda edición. La segunda se publicó como novela en México en 1920 y tuvo modificaciones drásticas. Añadió más detalles sobre los personajes y las escenas y mejoró la estructura. Por ejemplo, el personaje de Valderrama que aparece en la segunda edición no existía en la primera edición. También, la segunda edición tenía más detalles sobre los campesinos y sus personalidades. Pero la historia en general fue la misma. La primera edición no recibió mucha atención, pero la segunda trajo mucha fama a Azuela y es la edición más leída por todo el mundo.

## Recepción crítica
Los de abajo es el libro más popular de la Revolución mexicana. Su fama resultó de la segunda edición, no de la primera que apareció en El Paso del Norte. Es celebrado por su honestidad y representación acertada de la Revolución y sirve como una reflexión de este periodo de inestabilidad. Describe las emociones y la agitación de los campesinos en una manera que no existía antes de Los de abajo. Se lee por todo el país y también en muchos otros países. Hay versiones en español e inglés con muchas ediciones diferentes. Por otro lado, un crítico dice que no es una novela de la Revolución, sino una novela reaccionaria. Otros dicen que Los de abajo representa la Revolución Mexicana como un retrato parcial y distorsionado, y no con fidelidad. Otra perspectiva nota que Azuela no se identifica en la novela con algún personaje en particular.

## Versiones cinematográficas
Existen dos películas inspiradas en la novela de Azuela, la primera fue realizada en 1940, dirigida por Chano Urueta y con la actuación de Emilio el Indio Fernández, Isabela Corona, Domingo Soler, Miguel Ángel Ferriz, Raúl de Anda, Eduardo Arozamena e Ignacio López Tarso entre otros. La segunda realizada en 1976, versión a color bajo la dirección de Servando González y adaptación del guion con Vicente Leñero, con las actuaciones de Eric del Castillo, Enrique Lucero y Jorge Victoria, entre otros.